# Dickson Choto
Dickson Choto (Wedza, Zimbabue, 19 de marzo de 1981) es un exfutbolista zimbabuense que jugaba en la demarcación de defensa y cuyo último club fue el Legia de Varsovia de la liga polaca.

## Clubes
| Club                          | País     | Año         |
| ----------------------------- | -------- | ----------- |
| Darryn Textiles Africa United | Zimbabue | 2000        |
| Górnik Zabrze                 | Polonia  | 2001 - 2002 |
| Pogoń Szczecin                | Polonia  | 2002 - 2003 |
| Legia de Varsovia             | Polonia  | 2003 - 2013 |